# Litvánia a 2022. évi téli olimpiai játékokon
Litvánia a kínai Pekingben megrendezett 2022. évi téli olimpiai játékok egyik részt vevő nemzete volt. Az országot az olimpián 4 sportágban 13 sportoló képviselte, akik érmet nem szereztek.

## Alpesisí
Férfi
| Andrej Drukarov | Óriás-műlesiklás | 1:05,78    | 20.        | nem ért célba | nem ért célba | kiesett | kiesett | kiesett | kiesett |
| Andrej Drukarov | Műlesiklás       | nem indult | nem indult | kiesett       | kiesett       | kiesett | kiesett |         |         |

Női
| Versenyző         | Versenyszám | 1. futam      | 1. futam      | 2. futam | 2. futam | Összesítés | Összesítés |
| Versenyző         | Versenyszám | Idő           | Hely.         | Idő      | Hely.    | Idő        | Helyezés   |
| ----------------- | ----------- | ------------- | ------------- | -------- | -------- | ---------- | ---------- |
| Gabija Šinkūnaitė | Műlesiklás  | nem ért célba | nem ért célba | kiesett  | kiesett  | kiesett    | kiesett    |

## Biatlon
Férfi
| Versenyző                                                    | Versenyszám            | Időeredmény | Lövőhiba     | Helyezés |
| ------------------------------------------------------------ | ---------------------- | ----------- | ------------ | -------- |
| Tomas Kaukėnas                                               | 10 km sprint           | 27:27,9     | 2 (1+1)      | 80.      |
| Tomas Kaukėnas                                               | 20 km egyéni indításos | 56:30,0     | 5 (1+0+2+2)  | 70.      |
| Vytautas Strolia                                             | 10 km sprint           | 26:22,4     | 2 (1+1)      | 43.      |
| Vytautas Strolia                                             | 20 km egyéni indításos | 52:10,4     | 1 (0+0+0+1)  | 21.      |
| Vytautas Strolia                                             | 12,5 km üldözőverseny  | 48:47,8     | 10 (2+3+1+4) | 58.      |
| Linas Banys                                                  | 10 km sprint           | 28:05,8     | 3 (1+2)      | 90.      |
| Linas Banys                                                  | 20 km egyéni indításos | 57:46,2     | 3 (1+1+0+1)  | 79.      |
| Karol Dombrovski                                             | 10 km sprint           | 27:11,2     | 1 (0+1)      | 73.      |
| Karol Dombrovski                                             | 20 km egyéni indításos | 56:30,1     | 4 (0+1+0+3)  | 71.      |
| Karol Dombrovski Linas Banys Tomas Kaukėnas Vytautas Strolia | 4 × 7,5 km váltó       | 1:25:37,8   | 0+11         | 14.      |

Női
| Versenyző             | Versenyszám            | Időeredmény | Lövőhiba    | Helyezés |
| --------------------- | ---------------------- | ----------- | ----------- | -------- |
| Gabrielė Leščinskaitė | 7,5 km sprint          | 23:37,1     | 0 (0+0)     | 63.      |
| Gabrielė Leščinskaitė | 15 km egyéni indításos | 51:39,2     | 4 (1+1+0+2) | 61.      |

## Műkorcsolya
| Versenyző                             | Versenyszám | Rövid program | Rövid program | Kűr     | Kűr     | Összesítés | Összesítés |
| Versenyző                             | Versenyszám | Pont          | Hely.         | Pont    | Hely.   | Pont       | Helyezés   |
| ------------------------------------- | ----------- | ------------- | ------------- | ------- | ------- | ---------- | ---------- |
| Paulina Ramanauskaitė Deividas Kizala | Jégtánc     | 58,35         | 23.           | kiesett | kiesett | kiesett    | kiesett    |

## Sífutás
Távolsági
Férfi
| Versenyző         | Versenyszám | Idő     | Helyezés |
| ----------------- | ----------- | ------- | -------- |
| Tautvydas Strolia | 15 km       | 46:53,1 | 83.      |

Női
| Versenyző       | Versenyszám | Idő     | Helyezés |
| --------------- | ----------- | ------- | -------- |
| Eglė Savickaitė | 10 km       | 38:26,5 | 89.      |
| Ieva Dainytė    | 10 km       | 39:07,4 | 91.      |

Sprint
| Versenyző                            | Versenyszám         | Selejtező | Selejtező | Negyeddöntő | Negyeddöntő | Elődöntő   | Elődöntő | Döntő   | Helyezés |
| Versenyző                            | Versenyszám         | Idő       | Hely.     | Idő         | Hely.       | Idő        | Hely.    | Idő     | Helyezés |
| ------------------------------------ | ------------------- | --------- | --------- | ----------- | ----------- | ---------- | -------- | ------- | -------- |
| Tautvydas Strolia                    | Férfi egyéni sprint | 3:06,76   | 68.       | kiesett     | kiesett     | kiesett    | kiesett  | kiesett | 68.      |
| Modestas Vaičiulis                   | Férfi egyéni sprint | 3:01,28   | 49.       | kiesett     | kiesett     | kiesett    | kiesett  | kiesett | 49.      |
| Tautvydas Strolia Modestas Vaičiulis | Férfi csapatsprint  |           |           |             |             | 22:17,79   | 12.      | kiesett | 24.      |
| Eglė Savickaitė                      | Női egyéni sprint   | 4:03,60   | 82.       | kiesett     | kiesett     | kiesett    | kiesett  | kiesett | 82.      |
| Ieva Dainytė                         | Női egyéni sprint   | 4:10,99   | 86.       | kiesett     | kiesett     | kiesett    | kiesett  | kiesett | 86.      |
| Eglė Savickaitė Ieva Dainytė         | Női csapatsprint    |           |           |             |             | lekörözték | 14.      | kiesett | =23.     |